# Anita Rivin
Anita Rivin (hebräisch אניטה ריבין; geboren als Anita Finkelstein, hebräisch אניטה פינקלשטיין, am 20. August 1924 in Wien, Österreich-Ungarn; gestorben 2004) war eine österreichisch-israelische Pädagogin und Schriftstellerin.

## Leben
Anita Finkelstein war eine Tochter des Rechtsanwalts Sigismund Finkelstein (1886–1959), Zionist und Redakteur der jüdischen Zeitung Stimme in Wien, und der Ella Pollak (1889–1977), sie hatte einen Bruder.
Finkelstein besuchte in Wien das Chajes-Gymnasium, sie war Mitglied des Haschomer Hazair. Sie wurde nach dem Anschluss Österreichs im Folgejahr 1939 mit einem Kindertransport nach England in Sicherheit gebracht. Sie kam im Londoner Stadtviertel Willesden unter, reiste aber 1942 illegal nach Palästina. Sie heiratete 1946 Ernst B. Riesenfeld, sie hatten vier Töchter, die Ehe wurde geschieden und Ernst Rivin kehrte 1957 nach Österreich zurück.
Rivin machte als Externa das Abitur und studierte, mit langen Unterbrechungen, ab 1957 Anglistik und Pädagogik an der Hebräischen Universität Jerusalem. Sie machte 1969 einen B.A. in Englischer Literatur und 1972 B.A. in Pädagogik. Rivin war als Sprachlehrerin in Jerusalem tätig.
Rivin schrieb als Schriftstellerin in englischer, deutscher und hebräischer Sprache. Sie verfasste Kurzgeschichten, Erzählungen, Romane und Gedichte, die sie zum Teil im israelischen Rundfunk Kol Israel und in deutschen Tageszeitungen veröffentlichen konnte. Ihre Feuilletons erschienen in der Zeitung Maariw. Außerdem schrieb sie für die englischsprachige Jerusalem Post.
Rivin war Mitglied im Verband deutschsprachiger Schriftsteller Israels. Sie erhielt 1996 einen National Self Publishing Award.

## Werke (Auswahl)
- Ich heiß´ nicht Fatso. Jugendbuch. London: The World of Books, 1992
- Im Fieber der Stunden: Erzählung. London: The World of Books, 1993
- Die Feuerprobe. Roman. London: The World of Books, 1993
- Fire & Ice. Love Poems & Other Blunders. (1994)